# Monottongo
Un monottongo (in greco μονόφθογγος, "monóphthongos", "nota singola") è una vocale realizzata con un vocoide singolo, la cui articolazione dall'inizio alla fine è stabile e non si muove verso nuove posizioni, a differenza quindi dei dittonghi.
In italiano e spagnolo tutte le vocali sono realizzate con monottonghi; i dittonghi sono semplicemente incontri casuali di due vocali che possono essere pronunciati nella stessa sillaba. In inglese, ma anche in parecchi dialetti italiani, molte vocali lunghe sono in realtà pronunciate con dittonghi e i monottonghi sono quindi relegati alle vocali brevi e a qualche lunga.
Per esempio, in inglese le vocali spesso descritte come "/iː, uː/" sono in realtà realizzate spesso come [ɪi], [ʊu], ovvero con dittonghi.
Storicamente, il passaggio di un monottongo a un dittongo e di un dittongo a un monottongo è una delle cause più importanti del cambiamento linguistico. Per esempio, in sanscrito, i fonemi /ai/ e /au/ erano pronunciati come dittonghi e venivano scritti in quel modo in devanagari e negli alfabeti correlati. Nelle lingue indiane moderne, discendenti dal sanscrito, sono spesso realizzate con un'estensione assai minore, che tende al monottongo. Processi simili di creazione di monottonghi da antichi dittonghi si sono conservate nelle ortografie del greco moderno e del francese.